# Кария, Пол
Пол Тэцухико Кари́я (англ. Paul Tetsuhiko Kariya; 16 октября 1974, Ванкувер, Британская Колумбия) — канадский хоккеист, выступавший в НХЛ за команды «Майти Дакс оф Анахайм», «Колорадо Эвеланш», «Нэшвилл Предаторз» и «Сент-Луис Блюз». Летом 2011 года объявил о завершении карьеры.

## Биография
Прославился, выступая за «Анахайм Майти Дакс», в составе которых был капитаном. Их связка с финном Теему Селянне набирала более 200 очков за сезон, а звено Кария — Руччин — Селянне было одним из сильнейших в НХЛ в 1990-е годы. После обмена Селянне в «Сан-Хосе Шаркс» результативность Карии спала, также на дальнейшую игру хоккеиста повлияли многочисленные травмы, в частности, сотрясения мозга. Желая завоевать Кубок Стэнли и вновь играть в одной команде с Селянне, в 2003 году Пол заключил однолетний контракт с «Колорадо Эвеланш». Но в «Колорадо» Карию продолжали преследовать травмы, а их связка с Селянне не показывала прежних результатов. После локаута Пол заключил контракт на 2 года с «Нэшвилл Предаторз», где установил несколько командных рекордов. В 2008 году Кария подписал 3-летний контракт с клубом «Сент-Луис Блюз» на $ 18 млн, где и завершил карьеру.
Его младший брат, Мартин Кария, выступал за шведские, японские, швейцарские клубы, а в сезоне 2009/10 играл в КХЛ за клуб «Динамо» (Рига). Другой его брат, Стив Кария, выступал за финский клуб ХПК. Сестра же, Норико Кария, стала профессиональным боксером.
Пол неоднократно принимал участие в матчах всех звёзд НХЛ, дважды был лауреатом «Леди Бинг Трофи» (1996, 1997). 20 марта 2010 года достиг отметки в 400 заброшенных шайб в НХЛ. Завершил карьеру в НХЛ с показателем 989 очков в 989 матчах.
21 октября 2018 года «Анахайм» вывел из обращения 9-й номер, под которым за команду выступал Пол Кария.

## Статистика
| Легенда | Легенда                    | Легенда | Легенда                   | Легенда | Легенда    |
| ------- | -------------------------- | ------- | ------------------------- | ------- | ---------- |
| И       | Количество проведённых игр | Штр     | Штрафное время            | +/−     | Плюс-минус |
| Г       | Голы                       | П       | Голевые передачи          | О       | Очки       |
| -       | Статистика неизвестна      | —       | Статистика не учитывалась |         |            |